# Hans Wallner
Hans Wallner, född 29 april 1953 i Feistritz an der Gail i Kärnten, är en österrikisk tidigare backhoppare och backhoppstränare. Han representerade tvåspråkiga skidföreningen Sportverein Achomitz/Športno drustvo Zahomec.

## Karriär
Hans Wallner upptäcktes som backhoppningstalent av tränare i Sportverein Achomitz, Franz Wiegele, och av förbundstränarna Sepp Bradl och Baldur Preiml. 16-årige Wallner drogs in i österrikiska landslaget och blev en del av Bradl och Preimls "backhoppningsmirakel".
Wallner debuterade internationellt i tysk-österrikiska backhopparveckan på hemmaplan i Innsbruck 3 januari 1971. Han blev nummer 67 av 74 startande i en tävling som blev en trippeltriumf för Tjeckoslovakien då Zbyněk Hubač vann tävlingen före Jiří Raška och Rudolf Höhnl. 
Hans Wallner deltog i skidflygnings-VM 1975 i Kulm i hemlandet och blev nummer fem. Karel Kodejška från Tjeckoslovakien vann tävlingen före Rainer Schmidt från Östtyskland och hemmafavoriten Karl Schnabl. Wallner var 20,0 poäng efter guldvinnaren Kodejška och 11,0 poäng från en bronsmedalj.
Under olympiska spelen 1976 på hemmaplan i Innsbruck tävlade Wallner i stora Bergiselbacken och blev nummer 6. Tävlingen vanns av Karl Schnabl från Österrike före landsmannen Toni Innauer. Österrike hade 4 backhoppare bland de 6 bästa. Wallner var 4,8 poäng från en olympisk medalj.
Världscupen i backhoppning arrangerades första gången säsongen 1979/1980. I sin första världscuptävling, i öppningstävlingen i backhopparveckan i Oberstdorf, blev Wallner nummer 86. Han kom bland de tio bästa i världscuptävlingen i Zakopane i Polen 27 januari 1980. I Sapporo i Japan 15 februari 1981 vann han en deltävling i världscupen, före Ole Bremseth från Norge och landsmannen Armin Kogler. Wallner tävlade fem säsonger i världscupen. Som bäst blev han nummer 7 sammanlagt säsongen 1980/1981. I backhopparveckan blev han som bäst nummer 6 samma säsong.
Wallner startade i Skid-VM 1982 i Holmenkollen i Oslo. Där tävlade han i stora backen. I den individuella tävlingen blev Wallner nummer 32. I lagtävlingen vann han en silvermedalj tillsammans med Hubert Neuper, Armin Kogler och Andreas Felder. Österrike var endast 0,9 poäng efter segrande hemmalaget och 46,8 poäng före Finland som vann bronsmedaljerna.
Under olympiska spelen 1984 i Sarajevo i dåvarande Jugoslavien blev Wallner nummer 24 i båda tävlingarna. Österrike lyckades inte ta några medaljer under OS 1984.
Hans Wallner startade i sin sista världscuptävling i stora backen i Falun i Sverige 11 mars 1999. Wallner tävlade över 20 år i österrikiska landslaget, vilket är rekord.